# Kent-Plateau
Das Kent-Plateau ist ein etwa 20 km langes, 6,5 km breites und eisbedecktes Hochplateau in der antarktischen Ross Dependency. Es erstreckt sich vom Mount Egerton und dem Kiwi-Pass nordwärts bis in die Umgebung des Mount Hamilton in den Churchill Mountains. 
Das Advisory Committee on Antarctic Names benannte es 1965 nach Commander Donald F. Kent von der United States Navy, Logistikoffizier unter Konteradmiral George J. Dufek bei der ersten Operation Deep Freeze (1955–1956).